# Amsha
Amsha es un dios hinduista, uno de los hermanos Aditiás ―un grupo de deidades celestiales que habitan los cielos junto con sus padres Kasiapa y Aditi―.

## Nombre
- áṃśa, en el sistema AITS (alfabeto internacional para la transliteración del sánscrito).[1]
- अंश, en escritura devanagari del sánscrito.[1]
- Pronunciación: /ámsha/.[1]

### Etimología
Amsha significa ‘porción’ en sánscrito.
Posiblemente proviene de la raíz sánscrita √ aś, y no de la raíz √ aṃś (creada exclusivamente para que sirviera como raíz).
Otras acepciones:
- fracción, porción, parte, ración
- partición de una herencia
  - anaṃśa o anaṃśin, sin porción, alguien que no recibirá su parte de una herencia
- una parte de un botín
- seña, depósito de una parte del coste en prenda
- dinero apostado en una apuesta. En el Rig-veda (el texto más antiguo de la India, de mediados del II milenio a. C.) 5, 86, 5, y en el Tandia-bráhmana
- un lote (cf. 2. Pra * s).
- denominador de una fracción
- un grado de latitud o longitud
- un día (según lexicógrafos como Amara Simja, Jalaiuda, Jema Chandra, etc.).
- nombre de un Aditiá.

### Palabras compuestas con «amsha»[1]
- áṃśa-karaṇa: ‘causa de la división’, o sea, el acto de dividir
- áṃśa-kalpanā: f. asignación de una porción.
- áṃśa-prakalpanā: f. asignación de una porción.
- áṃśa-pradāna: n. asignación de una porción.
- áṃśa-bhāgin: mfn. alguien que tiene derecho a una porción, un heredero, un coheredero.
- áṃśa-bhāj: mfn. alguien que tiene derecho a una porción, un heredero, un coheredero.
- áṃśa-bhū́: m. socio, asociado; según el Taittiriia-bráhmana.
- áṃśa-bhūta: mfn. que forma parte de.
- aṃśa-rūpiṇī-śakti: una porción de la forma de la diosa Shaktí (la energía femenina del dios Shivá)[2]
- áṃśa-vat (o quizá aṃśumat): m. una especie de la planta soma (droga alucinógena utilizada por los brahmanes); según los textos del médico Susruta.
- áṃśa-savarṇana: n. reducción de las fracciones.
- áṃśa-svara: m. tónica o nota principal de una escala.
- áṃśa-hara: mfn. mfn. el robo de una parte.
- áṃśa-hārin: mfn. el que se lleva una parte.
- aṃśaka: que forma parte.
- aṃśaka: m. una porción
- aṃśaka: grado de latitud o longitud
- aṃśaka: coheredero
- aṃśaka: n. un día (según lexicógrafos como Amara Simja, Jalaiuda, Jema Chandra, etc.).

## Los aditiás
Las leyendas más antiguas especifican siete u ocho de estos dioses, pero el número fue aumentado más tarde a doce. Los historiadores han sugerido que posiblemente se eligió el número 12 para que cada dios Aditiá se relacionara con un mes en particular, creando así un vínculo entre cada Aditiá y el ciclo del año y las estaciones.
- Varuna, líder de los hermanos, a quien el nombre Aditiá es especialmente aplicable
- Mitra.
- Ariamán,
- Bhaga,
- Dhatri,
- Indra,
- Amsha.

- Martanda, un octavo hermano que aparece recién en el Majábharata y en el Ramaiana (textos épico-religiosos del siglo III a. C.). Allí se explica que Martanda fue rechazado por su padre Kasiapa pero posteriormente resucitado por su madre Aditi, y renombrado Vivasván (un dios principal del Sol).[3]

- Daksa, agregado más tarde[1]
- Suriá (dios principal del Sol)[1]
- Savitri (otro dios del Sol)[1]
- Ravi (otro dios del Sol)[3]
- Iama (el dios de la muerte).[3]

## Uso popular del nombre Amsha
En la India, en la actualidad, los niños varones reciben algún nombre derivado de Amsha ―como Amsh o Ams― como una señal de respeto a este dios. También son muy usuales las variaciones de los nombres de los demás Aditiás.